# Julija Bitjyk
Julija Bitjyk, född den 1 april 1983, är en vitrysk roddare.
Hon tog OS-brons i tvåa utan styrman i samband med de olympiska roddtävlingarna 2008 i Peking.